# William Allen White

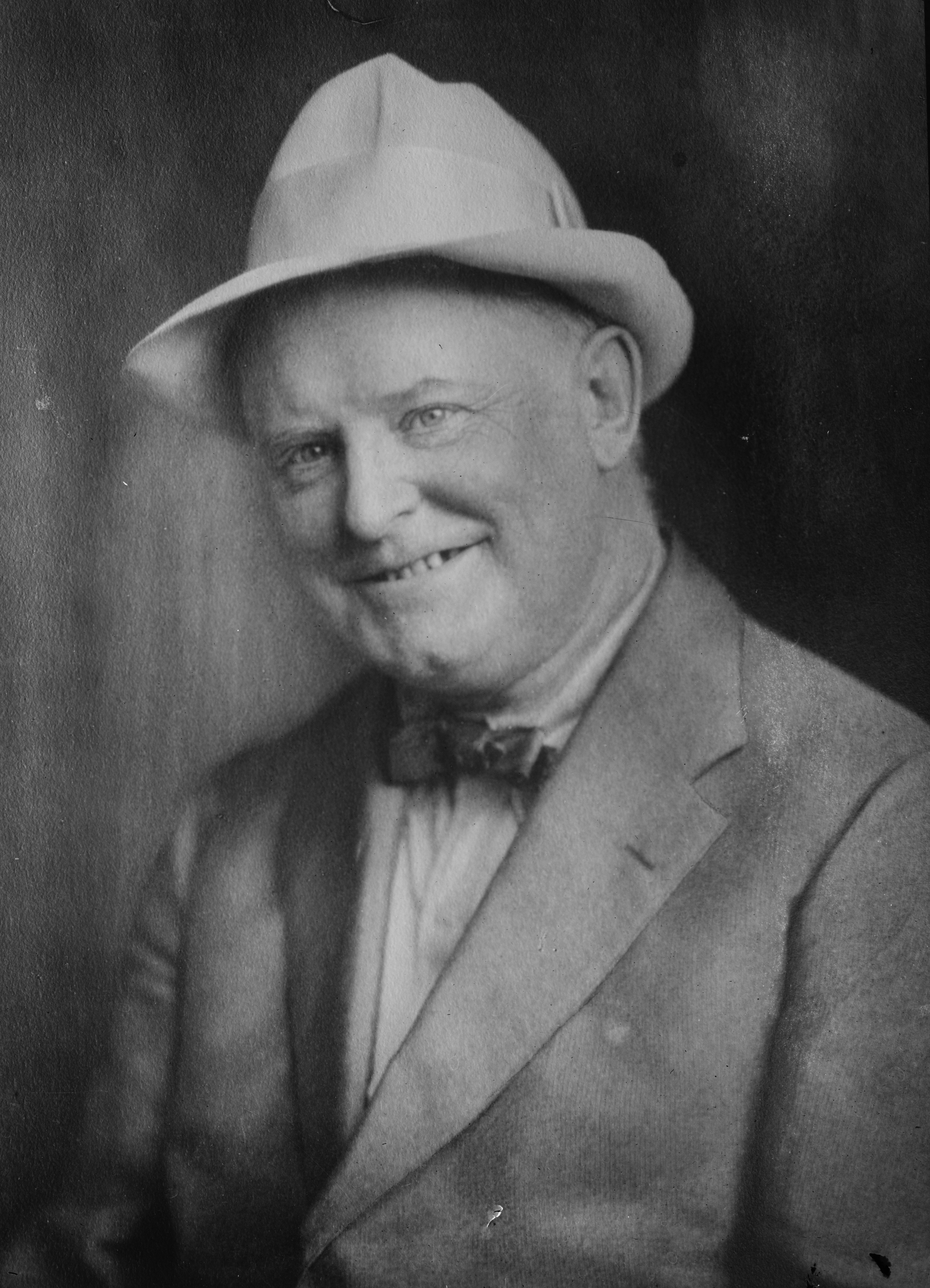
William Allen White

William Allen White (* 10. Februar 1868 in Emporia, Kansas; † 31. Januar 1944 ebenda) war ein US-amerikanischer Journalist, Politiker und Schriftsteller. Er wurde 1923 mit dem Pulitzer-Preis ausgezeichnet.

## Leben
Nach einem Umzug in seiner frühen Kindheit wuchs White in El Dorado, Kansas, auf. Er besuchte das „College of Emporia“ und immatrikulierte sich anschließend an der University of Kansas. Im Jahr 1892 trat er seine erste Anstellung bei der Tageszeitung „Kansas City Star“ an.
Mit seiner Frau Sallie Lindsay, die er am 27. April 1893 heiratete, hatte er zwei Kinder; William Lindsay White (1900–1973) und Mary White (1904–1921). Nach dem Tod von Mary, die bei einem Reitunfall verunglückte, veröffentlichte ihr Vater am 17. August 1921 zu ihrem Gedenken den Leitartikel „Mary White“.
Im Jahr 1895 kaufte er die „Emporia Gazette“ für 3.000 US-Dollar und veröffentlichte in dieser Zeitung am 16. August 1896 den Leitartikel „What's the Matter With Kansas?“. Mit diesem Artikel stieg sowohl sein öffentliches als auch sein Ansehen in der Republikanischen Partei.

## Politisches Engagement
In den 1890er Jahren entwickelte sich zwischen dem späteren US-Präsidenten Theodore Roosevelt und White eine enge Freundschaft, die bis zum Tod von Roosevelt im Jahre 1919 Bestand hatte. Die beiden waren 1912 für die Gründung der Progressiven Partei verantwortlich, die sich als Opposition zu den etablierten Kräften des republikanischen Präsidenten William Howard Taft verstand. White kandidierte 1924 als Unabhängiger für das Amt des Gouverneurs von Kansas und belegte mit 22,7 Prozent der Stimmen hinter dem siegreichen Republikaner Ben Paulen (49 Prozent) sowie dem demokratischen Amtsinhaber Jonathan M. Davis (27,7 Prozent) den dritten Platz. Danach schloss er sich wieder den Republikanern an und unterstützte Präsident Herbert Hoover im Jahr 1932 bei dessen erfolglosem Wiederwahlversuch gegen Franklin D. Roosevelt.
Mit dem parteiübergreifenden Committe for Peace through Revision of the Neutrality Law setzte er sich erfolgreich für eine Lockerung des Neutralitätsgesetzes ein, so dass der Kongress 1939 die Cash-and-carry-Klausel verabschiedete. White war 1940 Mitbegründer und der erste Vorsitzende des überparteilichen Ausschusses zur Verteidigung Amerikas durch die Unterstützung der Alliierten („Committee to Defend America by Aiding the Allies - CDAAA“) auch White Committee genannt. Ziel seines Engagements war es, Amerika durch die Unterstützung des Vereinigten Königreichs aus dem Krieg herauszuhalten (short of war). Er trat am 1. Januar 1941 als Vorsitzender zurück.

## Werke

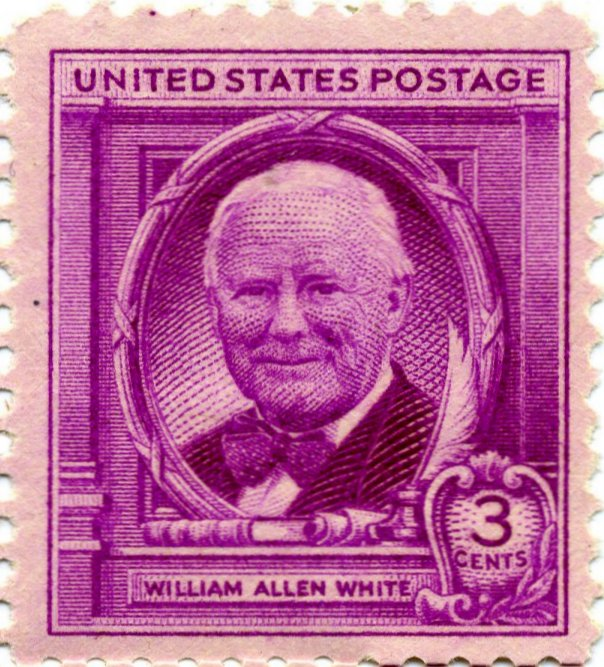
Briefmarke von 1948

### Poesie
- Rhymes by Two Friends, zusammen mit „Albert Bigelow Paine“ (1893)

### Biografien
- Woodrow Wilson, the Man, His Times, and His Tasks (1924)
- Calvin Coolidge, The Man Who Is President (1925)
- Masks in a Pagaent (1928)
- A Puritan in Babylon: The Story of Calvin Coolidge (1938)
- The Autobiography of William Allen White (1946)

### Fiktion
- The Real Issue: A Book of Kansas Stories (1896)
- The Court of Boyville (1899)
- Stratagems and Spoils: Stories of Love and Politics (1901)
- In Our Town (1906)
- A Certain Rich Man (1909)
- God’s Puppets (1916)
- The Martial Adventures of Henry & Me (1918)
- In the Heart of a Fool (1918)

### Kommentare
- The Old Order Changeth: A View of American Democracy (1910)
- Politics: The Citizen’s Business (1924)
- Some Cycles of Cathay (1925)
- Boys-Then and Now (1926)
- What It’s All About: Being a Reporter’s Story of the Early Campaign of 1936 (1936)
- The Changing West: An Economic Theory About Our Golden Age (1939)

## Auszeichnungen
- Pulitzer-Preis („Editorial Writing“), (1923). Den Leitartikel „To an Anxious Friend“ für den er den Preis erhielt, veröffentlichte er nach seiner Entlassung aus dem Gefängnis, am 27. Juli 1922. White war wegen einer öffentlichen Auseinandersetzung über das „Kansas Industrial Court law“ mit dem späteren Gouverneur Henry Justin Allen verhaftet worden.[10]
- Seine postum veröffentlichte Autobiografie gewann 1947 den Pulitzer-Preis in der Kategorie Autobiography or Biography.
- Ab 1908 war er gewähltes Mitglied der American Academy of Arts and Letters.[11]

## Heute
In den 1980ern hat die Rockgruppe They Might Be Giants im Musikvideo Put Your Hand Inside the Puppet Head, auf CDs und für Konzerte seine Fotos verwendet.
1944 wurde die University of Kansas Journalism School nach ihm benannt.
Die William Allen White Foundation, die 1945 gegründet wurde, hat ihm zu Ehren zwei Preise geschaffen. 1952 den William Allen White Children’s Book Award und 1970 den William Allen White National Citation Award.